# Agoracritus
Agoracritus (Oudgrieks: Ἀγοράκριτος; Agorakritos) van Paros was een Griekse beeldhouwer uit de tweede helft van de 5e eeuw v.Chr.
Hij was afkomstig van Paros, maar was vooral werkzaam in Attica. Als leerling en vriend van Phidias stond hij zozeer onder de invloed van zijn meester dat twee van zijn voornaamste werken, nl. het cultusbeeld van Cybele voor het Metroön op de Atheense Agora, en de Nemesis van Rhamnus, doorgingen voor werken van Phidias zelf. Van deze Nemesis heeft men een fragment van het hoofd, alsook enkele zwaar verminkte fragmenten van reliëfs van het voetstuk van ditzelfde beeld teruggevonden en geïdentificeerd dankzij de beschrijving ervan door Pausanias. Een opmerkelijk detail is wel dat dit beeld door zijn schepper oorspronkelijk als een Aphrodite was opgevat, maar aan de bevolking van Rhamnus als Nemesis werd verkocht.
- Gemeinsame Normdatei: 118644025
- International Standard Name Identifier: 0000 0000 1045 690X
- Library of Congress Control Number: no2010072353
- Union List of Artist Names: 500062159
- Virtual International Authority File: 64800821